# Linda Perry
Linda M. Perry, född 15 april 1965 i Springfield i Massachusetts, är en amerikansk pop- och rockmusiker, låtskrivare och skivproducent. Perry blev känd genom rockbandet 4 Non Blondes i början av 1990-talet och har därefter grundat två skivbolag och blivit en berömd låtskrivare och producent. Hon har skrivit och producerat hitlåtar för en rad framgångsrika kvinnliga artister, bland annat Pink (som fick en listetta med Perrys "Get the Party Started"), Christina Aguilera (som fick en listetta med Perrys "Beautiful" och med låten "Keeps Gettin' Better") och Gwen Stefani ("What You Waiting For?" från albumet Love. Angel. Music. Baby.).
Perry blev i juni 2015 invald i Songwriters Hall of Fame.

## Diskografi

### Album med 4 Non Blondes
- 1992: Bigger, Better, Faster, More!
- 1993: Dear Mr. President (live)

### Soloalbum
- 1995: In Flight
- 1996: The Crow: City of Angels
- 1999: After Hours
- 2011: 8 Songs About a Girl (under namnet Deep Dark Robot)
- 2015: Deer Sounds (under namnet Linda Perry + Sara Gilbert's Deer Sounds)